# Константиново (Гусь-Хрустальный район)
Константиново — деревня в Гусь-Хрустальном районе Владимирской области России, входит в состав Григорьевского сельского поселения.

## География
Деревня расположена в 7 км на северо-восток от центра поселения села Григорьева и в 37 км на юго-восток от Гусь-Хрустального.

## История
В конце XIX — начале XX века деревня входила в состав Заколпской волости Меленковского уезда.
С 1929 года деревня в составе Заколпского сельсовета Гусь-Хрустального района, позднее в составе Григорьевского сельсовета.

## Население
| 1859 | 1897 | 1926 |
| ---- | ---- | ---- |
| 684  | 843  | 1186 |

| 1859 | 1897 | 1905 | 1926  | 2002 | 2010 | 2021 |
| ---- | ---- | ---- | ----- | ---- | ---- | ---- |
| 684  | ↗843 | ↗918 | ↗1186 | ↘123 | ↘109 | ↘99  |

## Известные уроженцы, жители
- Бажухин, Борис Алексеевич (1928 ― 2016) ― передовик советского машиностроения, первый начальник экспериментального цеха управления главного конструктора ВАЗа, юный герой участник Великой Отечественной войны.